# Advanta Championships of Philadelphia 1995
Advanta Championships 1995 of Philadelphia — жіночий тенісний турнір, що проходив на закритих кортах з килимовим покриттям Філадельфійського громадського центру у Філадельфії (штат Пенсільванія, США). Належав до турнірів 1-ї категорії в рамках Туру WTA 1995. Відбувсь утринадцяте і тривав з 6 листопада до 12 листопада 1995 року. Перша сіяна Штеффі Граф здобула титул в одиночному розряді й отримала 148,5 тис. доларів США.

## Фінальна частина

### Одиночний розряд
Штеффі Граф —  Лорі Макніл 6–1, 4–6, 6–3
- Для Граф це був 8-й титул в одиночному розряді за сезон і 94-й — за кар'єру.

### Парний розряд
Лорі Макніл /  Гелена Сукова —  Мередіт Макґрат /  Лариса Савченко 4–6, 6–3, 6–4